# Game Over (album Azada)
Game Over – album niemieckiego rapera Azada wydany w 2006 roku nakładem wytwórni Bozz-Music.

## Lista utworów
1. „Scratch Skit”
2. „Intro – Game Over Symphonie”
3. „Alarm”
4. „Streetlife” (ft. Akon)
5. „Krankfurt”
6. „Headbanger” (ft. Jonesmann)
7. „Think Positive”
8. „Eines Tages” (ft. Cassandra Steen)
9. „Wenn Es Dunkel Wird” (ft. Warheit)
10. „K.O.”
11. „Alles Wird Gut”
12. „Meine Zeit” (ft. Jonesmann)
13. „Frieden (Skit)”
14. „Weibe Taube” (ft. Xavier Naidoo)
15. „Sohn Des Betons”
16. „W.A.R.” (ft. Warheit)
17. „Mein Song” (ft. J-Luv)
18. „Stadtfalke” (ft. Sivan Perwer)
19. „My Life Time”
20. „Auge Des Sturms” (ft. Baba Saad)
21. „Game Over” (ft. Sti & Jonesmann)